# 小型笔记本
小型笔记本（英語：Subnotebook/Mini notebook，别称亚笔记本）指比普通大小的笔记本电脑更小、更轻的笔记本电脑，起初是一种营销术语，上网本和微形笔记本电脑都属于小型笔记本的范畴。

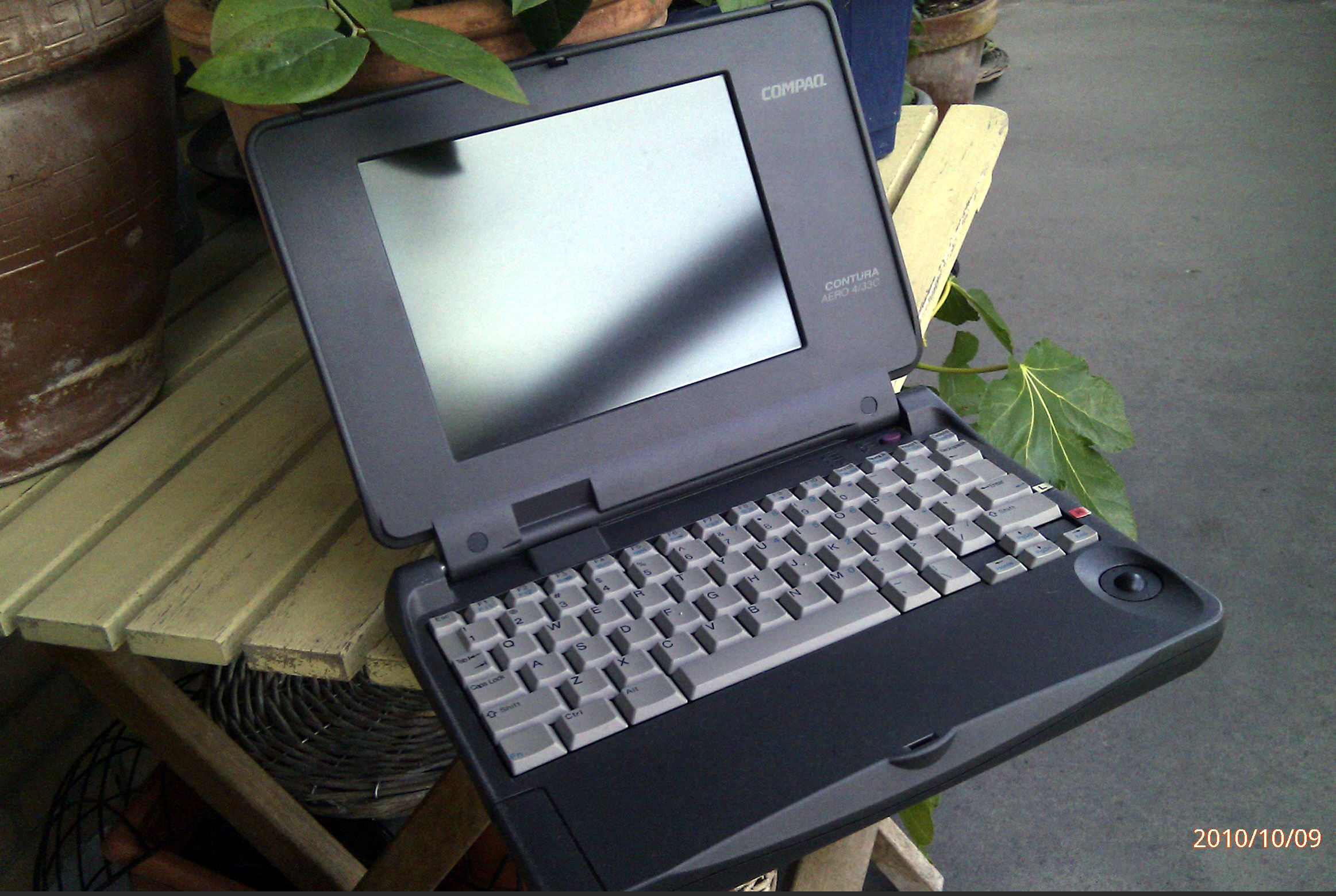
Compaq Contura Aero 4-33C

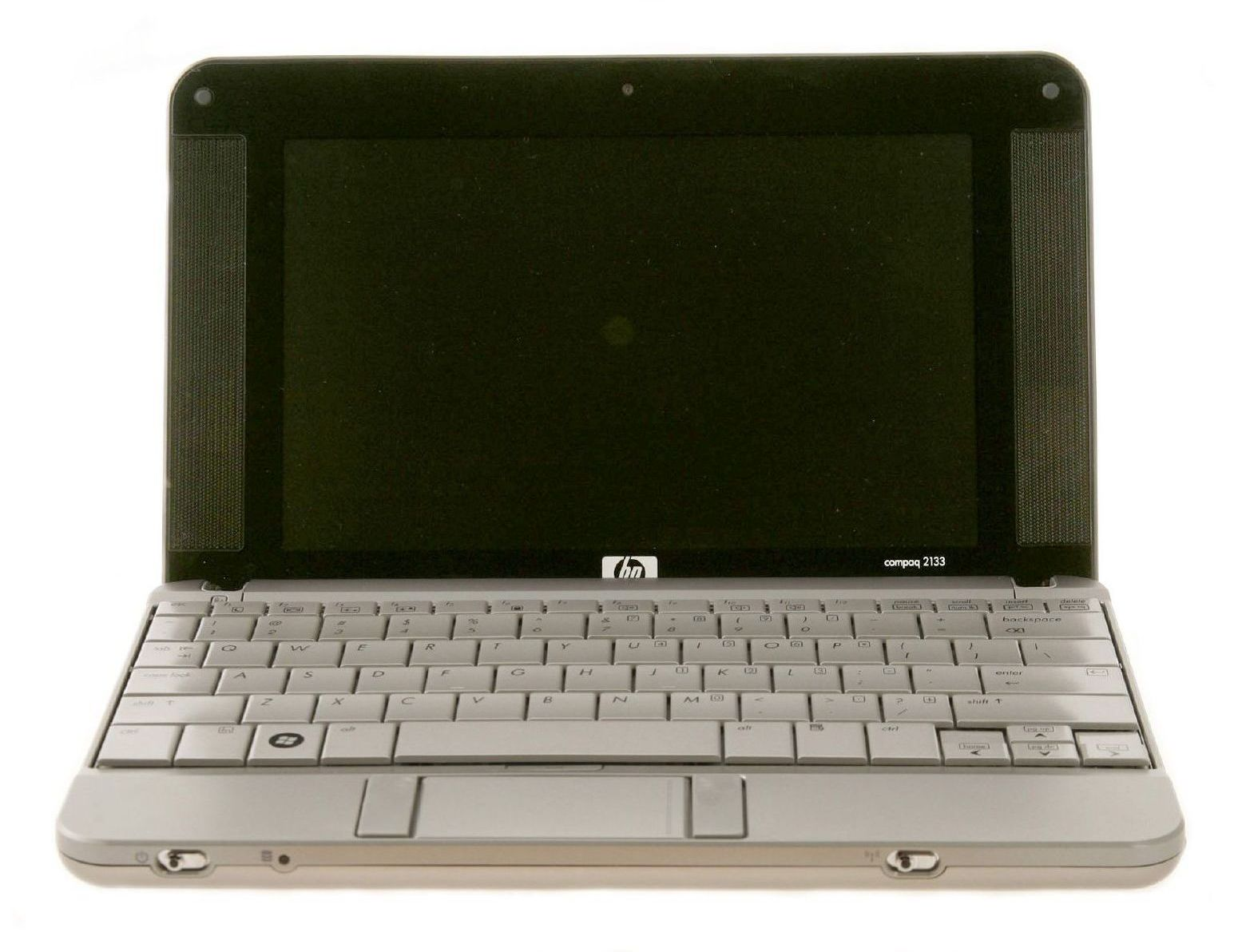
上网本，图为HP Mini 2133

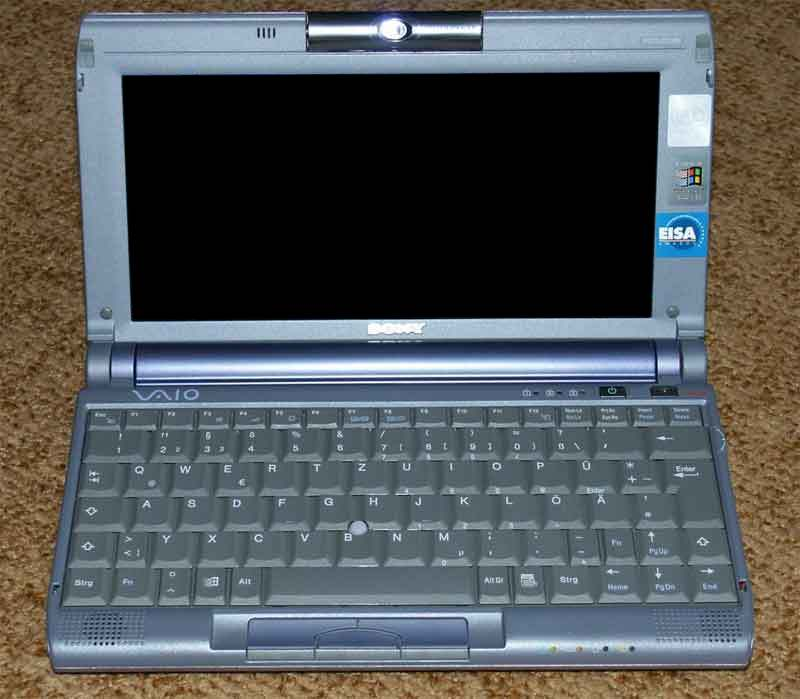
微形笔记本，图为Sony VAIO C1

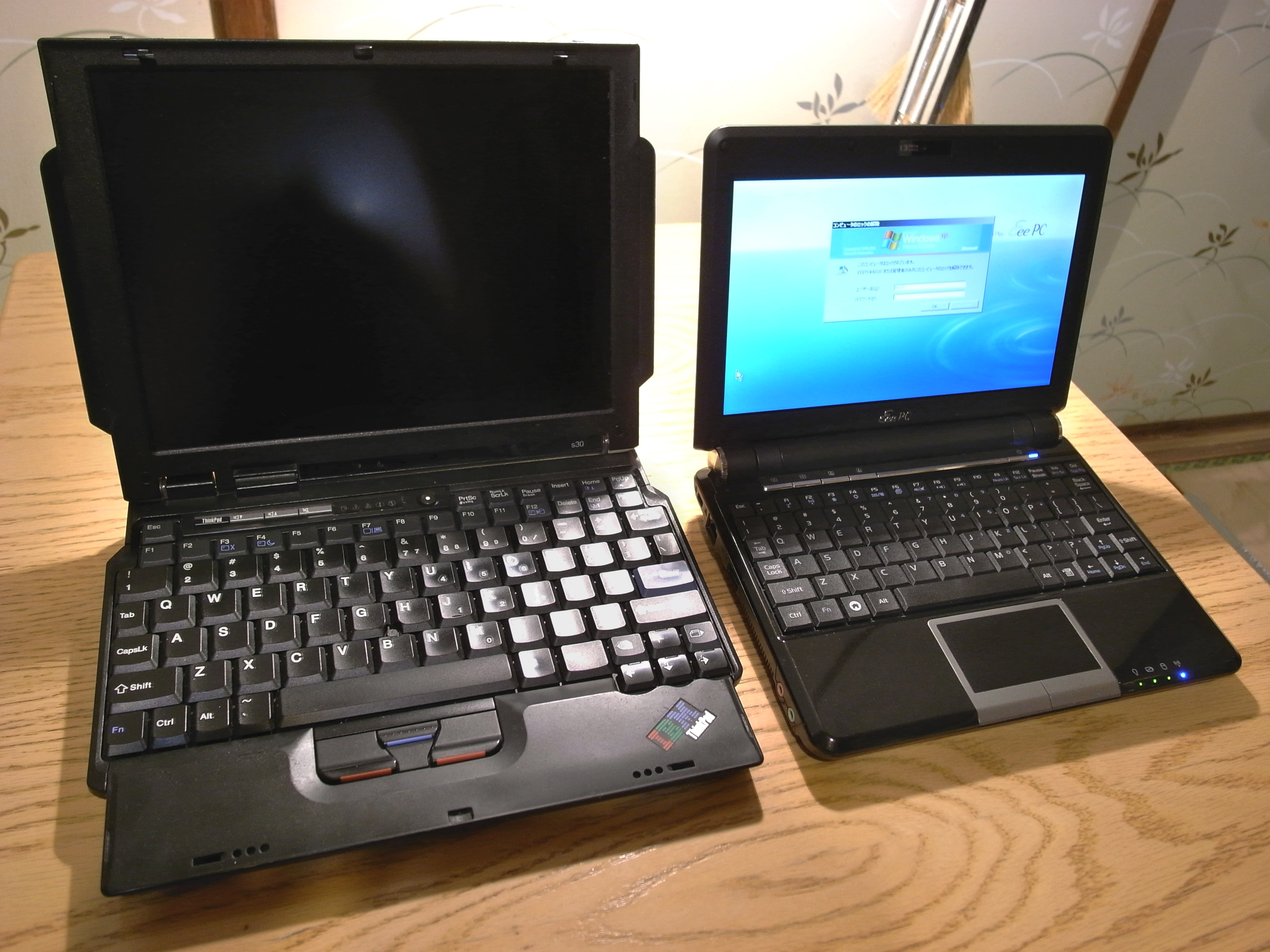
早期小型笔记本(ThinkPad s30，10.4英寸)与早期上网本(Eee PC 901-X ，8.9 英寸)

## 規格
2010年代後，筆記本電腦的規格逐漸減小，普通筆記本和小型筆記本已經基本沒有區別。概念上來說，小型筆記本是任何小於13英吋並配有固定鍵盤的機器。

## 引用
1. ↑  . www.merriam-webster.com.   [2022-05-13]. （原始内容存档于2022-08-15） （英语）.
2. ↑  . PCMAG.   [2022-05-13]. （原始内容存档于2022-05-13） （英语）.
3. ↑  . Small  Laptops and Notebooks.   [2022-05-13]. （原始内容存档于2018-10-22） （美国英语）.